# A Night at the Chinese Opera
A Night at the Chinese Opera (títol original en anglès, en català Una nit a l'òpera xinesa) és una obra dramaticomusical en tres actes composta  per Judith Weir sobre un llibret en anglès del mateix compositor. Es va estrenar el 8 de juliol de 1987 a l'Everyman Theatre de Cheltenham.